# 夏奈子
夏奈子（かなこ、1986年6月9日 - ）は、日本の女性タレント、女優。
アイドルグループ お掃除ユニット東京CLEAR'Sの元班長。
2人組女性ユニット「まうかな」のメンバー。
山口県出身。センス・プロ所属。

## 略歴
小学生時代にSPEEDやモーニング娘。に憧れるも、山口県出身のため遠い存在のまま10代を過ごした。
一念発起し、20歳で上京。ファインモーションに入りグラビアアイドルとして活動したのち、センスプロダクションに移籍。土屋アンナ、若槻千夏に憧れ、バラエティやドラマにチャレンジする。2012年より姉ドルivyとして活動（2014年2月1日、無期限活動休止）し、事務所社長がスカウトしたSheenaと出会い、行きつけの沖縄料理屋で働く友人の大和さゆりを誘い、一緒にアイドル活動を始める。2014年2月1日、東京CLEAR'S結成と同時に加入。ユニットで班長を務める。同年9月10日、「お掃除ユニットCLEAR'S」名義でビクターエンタテイメントのVERSIONMUSICレーベルより、メジャーデビューシングル「ビ・ビ・ビ・ビューティー!!!」を発売。2016年5月にエイベックスへ移籍。同年8月よりお掃除ユニットCLEAR'Sの2代目副総班長を務める。
2017年2月1日の東京CLEAR'S結成3周年ライブにて、同年6月25日をもってのグループ卒業を発表。以降はソロのタレント、東京CLEAR'Sアドバイザーとなる。
2018年2月、西尾舞生（元スルースキルズ）と2人組女性ユニット「まうかな」の活動を開始する。
2018年7月16日、東京クリアーズ解散の報を受けて1日限定復帰。
2020年11月22日、Needsプレゼンツ♡にゃんにゃんフェス2020（平和島BIG FUN HY TOWN HALL）にて東京クリアーズとして１日限定復帰（夏奈子は東京クリアーズ・まうかな両ユニットで出演）。

## 人物
- 4歳から 習字、エレクトーン、スイミング(ぞうさんスイミング)に通う。
- 趣味はダンス、カラオケ、パチスロ。そのすべてが仕事に結びついている。特技は書道（三段）。においフェチでもある。
- 中学時代にモテの最高潮を迎え、学内にファンクラブがあり、プリクラを500円で販売していた[2]。一方で応援団長を務めるなど、学年を引っ張るリーダーとして活動。アイドルユニットで班長を務める布石となった。
- 上京し２0～2５歳まで親が家賃・生活費など負担。親から東京では治安を考慮して自由ヶ丘近辺に住むように言われてた。
- 何でもぶっちゃけるタイプ[5]。
- アイドルである前にお掃除ユニットであることを大切にする[2]。
- パチンコパチスロ関連の番組や雑誌にも起用されている。技術はないが、初心者解説がうまいと称されている。
- 2020年12月31日付けで入籍し、妊娠を発表。まうかなの活動は解散しないと公言しているが今後の活動の詳細は未定としている。

## 作品

### イメージビデオ
- 夏の恥じらい（2019年10月25日、イーネット・フロンティア）※R-18作品[6]

## 出演

### バラエティ
- 「パチンコ女学園」（2013年7月8日-12月16日、テレビ埼玉） - 先生 役
- 「やまぐちパチンコ研究所」（2014年9月– 、テレビ山口） - レギュラーMC
- 「櫻井・有吉THE夜会」ゲスト山田孝之（2016年9月） - 東京CLEAR'Sメンバーとしてコーナー出演

### ドラマ
- 「死化粧師」1話（2007年、テレビ東京）
- 「ハンマーセッション!」6話（2010年、TBS） – 高校生 役
- 「クロヒョウ」2話（2010年、TBS）– ホステス役
- 月曜ゴールデン「警視庁南平班〜七人の刑事3」（2011年、TBS） – ホステス 役
- 「JIN-仁- 完結編」（2011年、TBS） – 妊婦役
- 「独身貴族」第7話（2013年、フジテレビ） – AP役
- 「ナイツの大岡越前相談所」（2013年10月、2014年3月、スカパー・時代劇専門チャンネル）– OL 役
- 「めしばな刑事タチバナ」（2013年、テレビ東京）– ギャル 役
- 「心霊呪殺 死返し編」（2017年8月12日 - 10月28日、CSエンタメ〜テレ☆シネドラバラエティ）– 五十嵐 役[7]

### ウェブ番組
- 「マイスマに夢中」（2013年2月 – 9月、マイスマTV）
- 「マルプレDX」（2012年10月 – 2013年4月、ニコ生公式チャンネル）
- 「ライター列伝」（2013年4月 – 6月、マルハンチャンネル）
- 「まうかな倶楽部 〜行くしかないじゃろ？〜」(2017年8月 – 2020年12月)タレントの西尾舞生と夏奈子によるトークバラエティ番組。ニコニコ生放送・FRESH!の同時生放送[8]

### 映画
- 「ガクドリ」（2011年、江良圭監督） – 看護師 役
- 「ぎゃるvsヤン女」（2013年、加納周典監督） – アゲハ 役
- 「僕が欲しいもの」中前勇児監督 – 水口安佳里 役

### CM
- 手打ち麻雀卓「こずえ」（アルバン）
- 「奥田民生になりたいボーイ 出会う男すべて狂わせるガール」2017年9月16日ロードショー公開作品  山口の男すべて狂わせる・ご当地狂わせCM出演

### 舞台
- シズ☆ゲキ「ストライド」脚本／演出：静恵一（2016年7月6日 – 10日、築地本願寺ブティストホール） 嘗ての女子駅伝の伝統校「私立清水川高校」の前に立ちはだかる強豪ライバル校のコーチ役
- 「クリアーズ物語」（2017年5月11日 – 14日、池袋シアターグリーンBEASE THEATER）
- 「ういしと平井杏奈と6人の女」officeOTN(OTN会議)企画のコント舞台（2017年10月2日 – 4日、新宿Vatios）
- 「カラフル」夏奈子 A班主演／演出：KATTOBI／脚本：柱丸々/制作：エアースタジオ/出演：やくみつゆ 手羽先 ドン・クサイ【A班】夏奈子 柳田潤二 アサヌマ理紗 千田麻実 他【B班】宮森セーラ 安田一平 小浦愛 つる 他【友情出演】長州小力 【スペシャルゲスト】アキラ100％ スギちゃん ハリウッドザコシショウ 長友光弘（2017年11月15日〜19日、東日本橋・アクアスタジオ）
- 「プリアース!!」コント&ライブ舞台／脚本：松橋周太呂(家事えもん) 演出：長谷川優貴／出演：夏奈子 東京CLEAR'S 東京CLEAR'S SMILE 群馬CLEAR'S 天狗・宮川英二・坂田光・兼近大樹・初恋タロー (2017年12月４日–６日、新宿vatios)

### パチスロ
- シンデレラブレイド2（2014年、ネット）土の国クスクス役（声の出演）

## 雑誌連載
- マルハンプレス「イチオシ」（2012年10月 – 、マルハン）
- ヤングチャンピオン烈「樋口たかひろの美少女ハッケン!!」（2014年12月、秋田書店）
- パチンコオリジナル実戦術（2015年6月号 – 、ガイドワークス）
- パチスロ実戦術DVD（2017年3月号、5月号、ガイドワークス）

## DVD
- 「パチスロRevolution　浦えりか＆永松夏奈子のビギナーズSTYLE（2012年、笠倉出版社）
- 「ガチぱち なでし娘BOX 〜史上最大のMIXタッグトーナメント〜」（2016年6月6日、ガイドワークス）
- 「スロ術MARIA 絶頂BOX」（2016年5月16日、ガイドワークス）
- 「スロ術・天下一武闘会BOX」（2016年2月26日、ガイドワークス）
- 「スロ術MARIA　降臨BOX」（2017年3月21日、ガイドワークス）[9]

## その他
- Dynamite!! 〜勇気のチカラ2010〜（2010年12月31日、さいたまスーパーアリーナ）長島☆自演乙☆雄一郎入場パフォーマー、銭形次子役